# Давід Меллер Вольфе
Давід Меллер Вольфе (норв. David Møller Wolfe, нар. 23 квітня 2002, Берген, Норвегія) — норвезький футболіст, фланговий захисник нідерландського клубу АЗ та національної збірної Норвегії.

## Ігрова кар'єра

### Клубна
Давід Меллер Вольфе народився у місті Берген і займатися футболом починав у місцевому клубі «Берген Норд». У 2019 році він приєднався до молодіжної команди головного клубу міста - «Бранн». Вже наступного сезону футболіста було направлено в оренду до клубу Першого дивізіону - «Осане».
Перед початкомс езону 2021 року Вольфе повернувся до «Бранна», з яким підписав трирічний контракт. І 9 травня 2021 року захисник зіграв першу гру в чемпіонаті Норвегії, коли вийшов в стартовому складі на гру проти «Вікінга».
У складі «Бранна» Давід Меллер провів два з половиною сезони. В травні 2023 року він перейшов до нідерландського клубу АЗ, з яким підписав контракт на п'ять років. 13 серпня норвежець провів першу гру в чемпіонаті Нідерландів проти «Гоу Егед Іглз».

### Збірна
З 2019 року Давід Меллер Вольфе грав за юнацькі збірні Норвегії.
16 листопада 2023 року у товариському матчі проти збірної Фарер Давід Меллер Вольфе дебютував у складі національної збірної Норвегії.

## Досягнення
«Бранн»
- Переможець Першого дивізіону: 2022
- Володар Кубка Норвегії: 2022/23

Особисті
- Команда місяця Ередивізі: травень 2025[8]